# Hieracium glandulosodentatum
Hieracium glandulosodentatum — вид квіткових рослин з родини айстрових (Asteraceae). Вид зростає в Європі: Польща, Чехія; це багаторічна рослина.

## Середовище
Росте на трав'янистих схилах, у мозаїчних насадженнях карликової сосни, субальпійських луках, на луках безсмертника та в чагарникових угрупованнях на неглибоких, кам'янистих, кислих ґрунтах.

## Морфологічна характеристика
Багаторічна трав'яниста рослина з прямим, зазвичай 17–38 см завдовжки, іноді злегка вигнутим, поздовжньо борознистим, простим стеблом. Стебло з поодинокими, розсіяними простими волосками в нижній частині, з поодинокими або рідко розсіяними ніжковими залозами у верхній частині та з розсіяними, численними зірчастими волосками у верхній частині. Листя жорсткіше, з розсіяними волосками на поверхні, волосисте на тильній стороні на середній жилці та на черешку, з короткими ніжковими залозками по краю, наземна розетка листя складається з 2–6 листків, листя черешкове, з довгасто-еліптичною, від ланцетної до широколанцетної пластиною, з грубо неправильно зубчастим краєм з вузькотрикутними, загнутими вперед зубцями; стеблові листки найчастіше в кількості 2–3, нижні черешкові, за формою та розміром нагадують листя наземної розетки, середні черешкові або сидячі з пластиною, що поступово звужується до основи, верхні лінійно-ланцетні. Квіткові голови в кількості 2–5; обгортка циліндрично-яйцеподібна, 11–15 мм завдовжки, приквітки обгортки загострені, зовнішні притиснуті до обгортки, з ізольованими простими волосками, численними ніжковими залозами та біля основи з розсіяними зірчастими волосками. Язичок плоский, з зубцями на верхівці з розсіяними короткими волосками. Плід — сім'янка. Період цвітіння: в липні та серпні, іноді продовжується до вересня.